# Roderick Miller
Roderick Alonso Miller Molina (Ciudad de Panamá, 3 de abril de 1992) es un futbolista panameño. Juega como defensa central y su equipo actual es el PFC Turan Tovuz de la Liga Premier de Azerbaiyán. Es internacional con la Selección de fútbol de Panamá. 

## Trayectoria

### San Francisco FC
Se formó en las categorías inferiores del San Francisco FC y debutó como profesional en la Primera División de Panamá el 17 de enero de 2010 en el empate 1 a 1 conta el CD Árabe Unido en el Estadio Armando Dely Valdés en donde fue suplente y entró al minuto 38 por Juan Ramón Solís. Fue subcampeón de la LPF Clausura 2010 en donde perdieron la final 0 a 1 contra el CD Árabe Unido en el Estadio Rommel Fernández en donde estuvo como suplente, en dicho torneo jugó 9 partidos. Fue subcampeón de la LPF Apertura 2010 en donde perdieron la final 0 a 1 contra el Tauro FC en el estadio Rommel Fernández en donde fue titular y jugó todo el partido, en dicho torneo jugó 4 partidos. Salió campeón de la LPF Clausura 2011 en donde le ganaron la final 2 a 3 contra el Chorrillo FC en el Estadio Rommel Fernández en donde fue titular y jugó hasta el minuto 60, en dicho torneo jugó 9 partidos y anotó 1 gol. En la LPF Apertura 2012 jugó 14 partidos en donde quedaron en la octava posición. Fue subcampeón de la LPF Clausura 2013 en donde perdieron la final 4 a 1 contra el Sporting SM en el Estadio Rommel Fernández en donde fue titular y jugó todo el partido, en dicho torneo jugó 14 partidos y anotó 1 gol. Fue subcampeón nuevamente pero esta vez de la LPF Apertura 2013 en donde perdieron la final esta vez 0 a 1 conta el Tauro FC en el Estadio Rommel Fernández en donde no estuvo convocado, en dicho torneo jugó 4 partidos y anotó 1 gol. En la LPF Clausura 2014 jugó 5 partidos quedando en la quinta posición.

### Mérida FC
El 1 de julio de 2014 fue anunciado como nuevo jugador del Mérida FC siendo esta su primera experiencia en el extranjero. Debutó con el club el 6 de agosto de 2014 en la Copa MX en el empate 1 a 1 contra el Deportivo Toluca en el Estadio Nemesio Díez en donde fue suplente y entró al minuto 46 por Felipe Sifuentes. En la Copa México Apertura 2014 jugó 4 partidos en donde fueron eliminados en los cuartos de finales 1 a 3 contra los Lobos BUAP en el Estadio Carlos Iturralde Rivero en donde fue titular y jugó todo el partido. En el Torneo Apertura 2014 Liga de Ascenso jugó 6 partidos quedando en la décima tercera posición.

### San Francisco FC
El 1 de enero de 2015 fue anunciado como nuevo jugador del San Francisco FC siendo esta su segunda etapa con el club. Disputó su primer partido tras su regreso el 31 de enero de 2015 en la victoria 4 a 1 contra el Alianza FC en el Estadio Agustín Muquita Sánchez en donde fue suplente y entró al minuto 72 por Richard David Rodríguez. En la LPF Clausura 2015 jugó 7 partidos quedando en la quinta posición. En la LPF Apertura 2015 jugó 14 partidos y anotó 1 gol quedando en la octava posición. En la LPF Clausura 2016 jugó 14 partidos queda en la novena posición.

### Atlético Nacional
El 29 de junio de 2016 fue anunciado como nuevo jugador del Atlético Nacional Firmando un contrato por 3 temporadas. Debutó con el club el 10 de julio de 2016 en la victoria 2 a 1 contra los Jaguares de Córdoba en el Estadio Atanasio Girardot en donde fue titular y jugó todo el partido. Salió campeón de la Copa Libertadores 2016 en donde le ganaron la final en un global de 2 a 1 contra el Independiente del Valle en donde no estuvo convocado pero formó parte del plantel en la final. Salió campeón de la Copa Colombia 2016 en donde la ganaron la final en un global de 1 a 3 contra el Junior de Barranquilla en donde estuvo como suplente en la final, en dicha copa jugó 3 partidos. Fue subcampeón de la Copa Sudamericana 2016 en donde la final si iba a disputar contra el Chapecoense pero debido al accidente del Vuelo 2933 de LaMia el club pidió que le cedieron el título al Chapecoense. En el Torneo Finalización 2016 jugó 10 partidos en donde fueron eliminados en las semifinales en un global de 1 a 5 contra el Independiente Santa Fe. En la Copa Mundial de Clubes de la FIFA 2016 quedó de tercer lugar en donde ganaron 3 a 4 por penales tras que en tiempo extras quedar 2 a 2 contra el Club América en el Estadio Nissan en donde fue suplente, en los 2 partidos que disputó el club estuvo en la banca. Salió campeón de la Recopa Sudamericana 2017 en donde le ganaron la final en un global de 5 a 3 contra el Chapecoense en donde fue suplente. Salió campeón del Torneo Apertura 2017 en donde la ganaron la final en un global de 5 a 2 contra el Deportivo Cali en donde no estuvo convocado, en dicho torneo jugó 3 partidos. En el Torneo Finalización 2017 estuvo en la banca en 1 partido en donde fueron eliminados en los cuartos de final 1 a 3 por penales quedando en un global de 2 a 2 contra el Deportes Tolima en donde fue estuvo convocado. Fue campeón de la Florida Cup 2018 en donde jugó 1 partido. A pesar de tener un año más de contrato el 28 de junio de 2018 el jugador y Atlético acordaron la rescisión de su contrato.

### CD Feirense
El 30 de agosto de 2018 fue anunciado como nuevo jugador del Clube Desportivo Feirense por 3 temporadas. Debutó con el club el 10 de diciembre de 2018 en el empate 1 a 1 contra el Club Sport Marítimo en el Estadio Marcolino de Castro en donde fue suplente y entró al minuto 86 por Edson Rodrigues Farías. En la Copa de Portugal 2018-19 estuvo en la banca en partido en donde fueron eliminados en los cuartos 0 a 2 contra el Sporting de Lisboa en el Estadio Marcolino de Castro en donde no estuvo porque ya pertenecía a otro club. En la Primeira Liga 2018-19 jugó 1 partido en donde quedaron en la última posición en donde descendieron pero no lo vivió porque ya no pertenecía al club. No tuvo mucha continuidad, debido a constantes lesiones.

### FC Okzhetpes Kokshetau
El 21 de enero de 2019 fue anunciado como nuevo jugador del  FC Okzhetpes Kokshetau en donde firmó por una temporada. Debutó con el club el 15 de marzo de 2019 en la derrota 2 a 1 contra el FC Astana en el Astana Arena en donde fue titular y jugó todo el partido. En la Copa de Kazajistán 2019 estuvo en la banca en 1 partido en donde fue eliminados en los octavos de final 0 a 1 contra el FC Ordabasy Shymkent en el Stadion Oqjetpes en donde estuvo como suplente. En la Liga Premier de Kazajistán 2019 jugó 4 partidos quedando en la séptima posición.

### FC Carlos Stein
El 5 de enero de 2020 fue anunciado como nuevo jugador del Fútbol Club Carlos Stein. Debutó con el club el 9 de febrero de 2020 en la derrota 1 a 0 contra el Club Alianza Universidad de Huánuco en el Estadio Heraclio Tapia en donde fue titular y jugó todo el partido. En la tercera fecha del torneo anotó el primer gol de Carlos Stein en Liga 1, en un partido que cayeron 1 a 3 frente a Universitario de Deportes. En la Liga 1 2020 jugó 4 partidos y anotó 1 gol quedando en la décima octava posición. Sin embargo, por diferencias económicas a mediados del 2020 decide marcharse del club.

### San Francisco FC
El 1 de julio de 2020 fue anunciado como nuevo jugador del San Francisco FC siendo esta su tercera etapa con el club. Disputó su primer partido tras su regreso el 30 de octubre de 2020 en el empate 0 a 0 contra el CD Plaza Amador en el Estadio Agustín Muquita Sánchez en donde fue titular y jugó todo el partido. En la Liga Concacaf 2020 jugó 1 partido en donde fueron eliminados en los octavos de final 1 a 0 contra la LD Alajuelense en el Estadio Alejandro Morera Soto en donde fue titular y jugó todo el partido. Fue subcampeón del Torneo Clausura 2020 en donde perdieron la final 3 a 1 contra el CA Independiente en el Estadio Agustín Muquita Sánchez en donde fue titular y jugó todo el partido. En el Torneo Apertura 2021 jugó 7 partidos en donde quedaron de último en la conferencia oeste.

### Air Force Club
El 12 de septiembre de 2021 fue anunciado como nuevo jugador del Air Force Club. En la Liga de Campeones de la AFC 2022 jugó 5 partidos y anotó 1 gol en donde fueron eliminados en la fase de grupos quedando en el tercer lugar. Fue subcampeón de la Liga Premier de Irak 2021-22. El 30 de junio de 2022 anunciaron su salida del club.

### Al Minaa SC
El 1 de julio de 2022 fue anunciado como nuevo jugador del Al Minaa Sport club. Con el club disputó la División 1 de Irak 2022-23.

### PFC Turan Tovuz
El 22 de marzo de 2023 fue anunciado como nuevo jugador del PFC Turan Tovuz. Debutó con el club el 9 de abril de 2023 en el empate 1 a 1 contra el Shamakhi FK en el Şəhər stadionu en donde fue titular y jugó todo el partido. En la Copa de Azerbaiyán 2022-23 jugó 2 partidos en donde fueron eliminados en las semifinales en un global de 2 a 1 contra el Neftchi Baku PFK en donde fue titular en los 2 partidos. En la Primera División de Azerbaiyán 2022-23 jugó 6 partidos y anotó 2 goles en donde quedaron en la sexta posición. El 34 de julio de 2023 fue anunciada su extensión de contrato con el club en donde firmó por 2 temporadas. En la Copa de Azerbaiyán 2023-24 jugó 1 partido en donde fueron eliminados eliminados en los octavos de final 2 a 1 contra el Zira FK en el Zirə qəsəbə stadionu en donde fue titular y jugó todo el partido. En la Primera División de Azerbaiyán 2023-24 jugó 26 partidos y anotó 4 goles en donde quedaron sexta posición.

## Selección nacional

### Categorías inferiores
Fue convocado por la selección sub-20 de Panamá para disputar la Copa Mundial de Fútbol Sub-20 de 2011 en donde jugó 2 partidos y fueron eliminados en la fase de grupos quedando de tercero en el grupo E. Fue convocado por la selección sub-23 de Panamá para disputar el Preolímpico de Concacaf de 2012 en donde jugó 7 partidos y fueron eliminados en la fase de grupos en donde quedaron en el tercer lugar del grupo B.

#### Participaciones con las Categorías Inferiores
| Copa                     | Categoría | Sede           | Resultado      | Partidos | Goles |
| ------------------------ | --------- | -------------- | -------------- | -------- | ----- |
| Copa Mundial Sub-20 2011 | Sub-20    | Colombia       | Fase de grupos | 2        | 0     |
| Preolímpico 2012         | Sub-23    | Estados Unidos | Fase de grupos | 7        | 0     |

### Selección absoluta
Hizo su debut con la selección absoluta de Panamá el 7 de octubre de 2011 en la victoria 0 a 5 contra Dominica en el Parque Windsor en don fue titular y jugó todo el partido, válido por la clasificación para la Copa Mundial de la FIFA de 2014. Fue subcampeón de la Copa de Oro de la Concacaf 2013 en donde perdieron la final 1 a 0 contra los Estados Unidos en el Soldier Field en donde fue suplente, en dicha copa jugó 1 partido. En la Clasificación de Concacaf para la Copa Mundial de Fútbol de 2014 jugó 3 partidos en donde quedaron en la  quinto en la hexagonal final quedándose a un paso del repechaje. En la Copa América Centenario jugó 3 partidos en donde quedaron eliminados en la fase de grupos quedando en el tercer lugar en el grupo D. Fue subcampeón de la Copa Centroamericana 2017 en donde jugó 3 partidos y anotó 1 gol. En la Copa de Oro de la Concacaf 2017 jugó 1 partido en donde quedaron eliminados en los cuartos de final 1 a 0 conta Costa Rica en el Lincoln Financial Field en donde fue suplente. En la Clasificación de Concacaf para la Copa Mundial de Fútbol de 2018 jugó 4 partidos en donde quedaron en la tercera posición en la hexagonal final clasificando a la copa mundial, pero no estuvo convocados en los últimos partidos y no fue considerado para la Copa del mundo. En la Copa de Oro de la Concacaf 2021 jugó 2 partidos quedando eliminados en la fase de grupos en donde quedaron en el tercer lugar del grupo D. En la Clasificación de Concacaf para la Copa Mundial de Fútbol de 2022 jugó 1 partido en donde quedaron en el quinto lugar en el octagonal final quedándose a un paso de repechaje. En la Liga de Naciones de la Concacaf 2022-23 jugó 4 partidos quedando en el cuarto lugar tras perder 0 a 1 contra México en el Allegiant Stadium en donde fue titular y jugó todo el partido. Fue subcampeón de la Copa de Oro de la Concacaf 2023 en donde perdieron la final 1 a 0 contra México en el SoFi Stadium en donde estuvo como suplente, en dicha copa jugó 3 partido. En la Liga de Naciones de la Concacaf 2023-24 jugó 1 partido en donde quedaron en el cuarto lugar luego de perder 0 a 1 contra Jamaica en el AT&T Stadium en donde fue titular y jugó hasta el minuto 68. En la Copa América 2024 jugó 3 partido en donde fueron eliminados en los cuartos de final en donde perdieron 5 a 0 contra Colombia en el State Farm Stadium en donde fue titular y jugó hasta el minuto 46.

#### Participaciones en selección nacional
| Copa                      | Sede                    | Resultado        | Partidos | Goles |
| ------------------------- | ----------------------- | ---------------- | -------- | ----- |
| Copa Oro 2013             | Estados Unidos          | Subcampeón       | 1        | 0     |
| Copa Centroamericana 2017 | Panamá                  | Subcampeón       | 3        | 1     |
| Copa Oro 2017             | Estados Unidos          | Cuartos de final | 1        | 0     |
| Copa Oro 2021             | Estados Unidos          | Fase de grupos   | 2        | 0     |
| Liga de Naciones 2022-23  | Concacaf                | Cuarto lugar     | 4        | 0     |
| Copa Oro 2023             | Estados Unidos - Canadá | Subcampeón       | 3        | 0     |
| Liga de Naciones 2023-24  | Concacaf                | Cuarto lugar     | 1        | 0     |
| Copa América 2024         | Estados Unidos          | Cuartos de final | 3        | 0     |

#### Goles internacionales
| 1 | 15 de enero de 2017 | Estadio Rommel Fernández, Panamá, Panamá | Nicaragua | 1-0 | 2-1 | Copa Centroamericana 2017 |
| 2 | 9 de junio de 2023  | Universidad Latina, Penonomé, Panamá     | Nicaragua | 3-2 | 3-2 | Amistoso                  |

## Clubes
| Club                   | País       | Año       |
| ---------------------- | ---------- | --------- |
| San Francisco          | Panamá     | 2010-2014 |
| Venados                | México     | 2014      |
| San Francisco          | Panamá     | 2015-2016 |
| Atlético Nacional      | Colombia   | 2016-2018 |
| CD Feirense            | Portugal   | 2018      |
| FC Okzhetpes Kokshetau | Kazajistán | 2019      |
| Carlos Stein           | Perú       | 2020      |
| San Francisco          | Panamá     | 2020-2021 |
| Air Force Club         | Irak       | 2021-2022 |
| Al Minaa SC            | Irak       | 2022      |
| PFC Turan Tovuz        | Azerbaiyán | 2023-Act. |

## Palmarés

### Campeonato nacionales
| Título              | Club              | País     | Año    |
| ------------------- | ----------------- | -------- | ------ |
| Primera División    | San Francisco FC  | Panamá   | 2011-C |
| Copa Colombia       | Atlético Nacional | Colombia | 2016   |
| Categoría Primera A | Atlético Nacional | Colombia | 2017-A |

### Campeonato internacionales
| Título              | Club              | País     | Año  |
| ------------------- | ----------------- | -------- | ---- |
| Copa Libertadores   | Atlético Nacional | Colombia | 2016 |
| Recopa Sudamericana | Atlético Nacional | Colombia | 2017 |
| Florida Cup         | Atlético Nacional | Colombia | 2018 |